# Ristjärnen (Anundsjö socken, Ångermanland)
Ristjärnen är en sjö i Örnsköldsviks kommun i Ångermanland och ingår i Moälvens huvudavrinningsområde.